# Child's Play : La Poupée du mal
Pour plus de détails, voir Fiche technique et Distribution.
Child's Play : La Poupée du mal ou Jeu d’enfant au Québec (Child's Play) est un film d'horreur américain réalisé par Lars Klevberg, sorti en 2019. Il s'agit d'un reboot de Jeu d'enfant, premier film de la série Chucky, sorti en 1988.

## Synopsis
La multinationale Kaslan Corporation vient de lancer Buddi, une ligne révolutionnaire de poupées de haute technologie, qui devient rapidement un succès pour les enfants du monde entier. Dans une usine de montage de Buddi au Vietnam, un employé est blâmé puis licencié par son supérieur hiérarchique pour travail insuffisant. En représailles, l'employé manipule en secret la poupée qu'il assemble, désactivant toutes ses fonctions de sécurité ainsi que la façon de parler de la poupée, avant de se suicider. La poupée est ensuite emballée avec d'autres poupées en prévision de la livraison internationale.
À Chicago, la vendeuse Karen Barclay et son fils malentendant de treize ans, Andy, emménagent dans leur nouvel appartement. Karen encourage son fils à se faire de nouveaux amis pendant qu'elle prépare son anniversaire. Pour tenter de réconforter Andy du malaise causé par le déménagement, ainsi que par la présence de son nouveau petit ami, Shane, Karen fait chanter son patron afin de se procurer une poupée Buddi, qu'elle donne à son fils comme cadeau d'anniversaire en avance. Une fois la poupée activée, elle répond au nom de Chucky, s'attache à Andy et au fil du temps, elle aide le garçon à se lier d'amitié avec deux autres enfants de l'immeuble, Falyn et Pugg. Mais Chucky commence également à afficher des tendances violentes. La poupée étrangle le chat hostile des Barclay après qu'il a griffé Andy, et un soir, alors qu'Andy et ses amis regardent allègrement un film d'horreur, Chucky s'imprègne de la violence à l'écran en s'approchant du trio avec un couteau de cuisine, avant qu'Andy ne le désarme.
Andy arrive à la maison le lendemain pour constater que son chat est mort et Chucky admet l'avoir assassiné pour qu'il ne lui fasse plus aucun mal. Karen enferme alors la poupée dans un placard, mais il s'échappe et terrorise encore plus Shane, ce qui l'amène à affronter Andy. Après avoir entendu Andy, en larmes et en colère, souhaiter que Shane disparaisse à jamais, Chucky suit celui-ci jusqu'à son domicile, où il est révélé que Shane est un homme marié et a en fait une liaison avec Karen dans le dos de sa femme. Tandis que Shane est dehors sur une échelle en train de décrocher des guirlandes de Noël, Chucky l'effraie, Shane tombe de l'échelle et se casse les deux jambes. Puis, la poupée met en marche un motoculteur qui le scalpe et le tue. Le lendemain matin, Andy retrouve le visage écorché de Shane dans sa chambre, Chucky l’ayant vraisemblablement accroché sur une pastèque.
Alors que le détective de la police Mike Norris ouvre une enquête, Andy, Falyn et Pugg décident de désactiver Chucky et de le jeter à la poubelle. Gabe, électricien du bâtiment mais aussi voyeur, trouve la poupée et l'emmène au sous-sol du bâtiment pour le préparer à une vente en ligne. Désormais réparé, Chucky torture et assassine Gabe avec une scie circulaire sur une table de travail. Puis, Chucky tue la mère de Mike, Doreen, dans un accident de voiture auto-contrôlé. Andy tente de convaincre sa mère que quelque chose ne va pas chez Chucky, mais en vain. Karen emmène donc son fils à son travail au centre commercial afin de le garder à ses côtés.
Suspectant Andy d'être le tueur, Mike se rend également au centre commercial et l'appréhende au moment où Chucky prend le contrôle total du magasin. Le chaos se déchaîne alors que plusieurs employés, clients et enfants sont brutalement tués par des ours en peluches Buddi auto-contrôlés et d'autres jouets piratés, avant que Chucky ne déclenche la séquence de verrouillage du centre commercial. Mike est blessé au milieu du massacre, mais Andy et ses amis parviennent à atteindre la sortie du magasin. Cependant, Andy est forcé de rester à l'intérieur du magasin quand Chucky lui révèle qu'il tient sa mère en otage et envisage de la tuer. Andy parvient à libérer sa mère qui allait mourir d'une pendaison sur un chariot élévateur, alors qu'il est attaqué par Chucky, avant de maîtriser et de vaincre la poupée avec l'aide de sa mère et de Mike. Pendant que les ambulanciers s'occupent de Karen, de Mike et d'autres survivants, Andy, Omar, Falyn et Pugg détruisent le corps sans vie de Chucky dans une ruelle proche.
Au lendemain de la frénésie meurtrière de Chucky, Henry Kaslan, PDG de Kaslan Corporation, fait une déclaration concernant la programmation de Chucky. Au fur et à mesure que de nouvelles poupées Buddi sont rappelées et entreposées, l'une d'elles commence à mal fonctionner à l'intérieur de sa boîte, esquissant un sourire diabolique et ses yeux devenant rouges.

## Fiche technique
- Titre original : Child's Play
- Titre français : Child's Play : La Poupée du mal
- Titre québécois : Jeu d'enfant
- Réalisation : Lars Klevberg
- Scénario : Tyler Burton Brown, d'après les personnages créés par Don Mancini
- Direction artistique : Doug Girling
- Décors : Rachel Robinson
- Costumes : Jori Woodman
- Photographie : Brendan Uegama
- Montage : Tom Elkins
- Musique : Bear McCreary
- Production:
  - Producteurs : David Katzenberg et Seth Grahame-Smith
  - Producteurs exécutifs : Chris Ferguson et Aaron Schmidt
- Sociétés de production : Orion Pictures et Bron Creative
- Société de distribution : United Artists Releasing (États-Unis), Paramount Pictures France (France)
- Budget : 10 000 000 $
- Pays d'origine :  États-Unis
- Langue originale : anglais
- Format : couleur — 2,39:1
- Genre : horreur (slasher), science-fiction
- Durée : 90 minutes[1]
- Dates de sortie[2] :
  - France : 19 juin 2019
  - États-Unis : 21 juin 2019[3]
- Classification : 
  -  États-Unis : Rated R
  -  France :
    - Interdit aux moins de 12 ans lors de sa sortie en salles et en vidéo.
    - Déconseillé aux moins de 16 ans à la télévision.

  -  Québec : 13+

## Distribution
- Gabriel Bateman (VF : Kaycie Chase ; VQ : Adam Moussamih) : Andy Barclay
- Aubrey Plaza (VF : Alice Taurand ; VQ : Laurence Dauphinais) : Karen Barclay
- Mark Hamill (VF : William Coryn ; VQ : Benoît Brière) : Chucky (voix)
- Tim Matheson (VF : Edgar Givry ; VQ : Jean-Luc Montminy) : Henry Kaslan
- David Lewis (VF : Laurent Morteau ; VQ : Pierre-Étienne Rouillard) : Shane
- Brian Tyree Henry (VF : Daniel Lobé ; VQ : Fayolle Jean Jr.) : l'inspecteur Mike Norris
- Trent Redekop (VF : Jérémy Bardeau ; VQ : Alexandre Fortin) : Gabe
- Ty Consiglio (pt) (VF : Jean-Stan DuPac ; VQ : Philippe Vanasse-Paquet) : Pugg
- Beatrice Kitsos (VF : Clara Quilichini ; VQ : Fanny-Maude Roy) : Falyn
- Marlon Kazadi (en) (VF : Enzo Ratsito) : Omar Norris
- Carlease Burke (VF : Maïk Darah ; VQ : Marie-Andrée Corneille) : Doreen Norris, la mère de Mike
- Anantjot S. Aneja (VF : Oscar Douieb) : Chris
- Kristin York : Jane
- Amber Taylor : la fille de Shane
- Nicole Anthony : l'inspectrice Willis
- Ben Andrusco-Daon : Ben
- Amro Majzoub : Wes

## Production

### Développement
Le 3 juillet 2018, il est annoncé le retour de Chucky sur grand écran dans un tout nouveau reboot reprenant la saga depuis l'origine de la fameuse poupée tueuse, la compagnie Metro-Goldwyn-Mayer serait derrière ce retour fracassant. Le réalisateur Lars Klevberg a signé pour réaliser ce reboot et le scénario est écrit par Tyler Burton Smith. C'est également sans compter sur la collaboration des producteurs Seth Grahame-Smith et David Katzenberg que ce film verra le jour le 21 juin 2019 au cinéma,.
En mars 2019, il est annoncé que Mark Hamill prêtera sa voix à Chucky. Il succède ainsi à Brad Dourif.

### Tournage
Le tournage s'est déroulé du 17 septembre au 8 novembre 2018, à Vancouver au Canada.

### Musique
Le 10 avril 2019, il est annoncé que Bear McCreary compose la musique du film. Bear McCreary a utilisé dans sa composition un orchestre de jouets, inspiré du magasin de jouets d'où est originaire Chucky, regroupant des pianos jouets, des vielles à roue, des accordéons, des guitares en plastique et des otamatones.

## Accueil

### Promotion
La première image dévoilant Chucky est sortie le 21 septembre 2018. Une affiche est sortie le 12 novembre 2018, dévoilant que la poupée est renommée Buddi, en référence aux poupées My Buddy. Le symbole Wi-Fi au dessus du « i » de Buddi, indique que la poupée possède des fonctions High-Tech dans le film. La première bande-annonce est sortie le 8 février 2019, et la seconde, qui se trouve être la bande-annonce finale, le 18 avril 2019,.

### Sortie
Aux États-Unis, le film est prévu pour le 21 juin 2019, et en France, il est prévu pour le 19 juin 2019,.
Le film sort en DVD et Blu-ray le 23 octobre 2019, avec de nombreux bonus en suppléments.

### Critiques
Le site Allociné recense une moyenne des critiques presse de 2,8/5. Pour Les Fiches du cinéma, le film « embrasse l’ère du temps avec roublardise, faisant de la domotique et du tout-numérique ses nouveaux terrains de jeux sanglants et comiques ».

### Box-office
| Pays ou région        | Box-office      | Date d'arrêt du box-office | Nombre de semaines |
| --------------------- | --------------- | -------------------------- | ------------------ |
| États-Unis Canada     | 29 208 403 $    | 8 août 2019                | 7                  |
| France                | 200 093 entrées | 16 juillet 2019            | 4                  |
| Total hors États-Unis | 15 698 671 $    | 8 août 2019                | 7                  |
| Total mondial         | 44 907 074 $    | 8 août 2019                | 7                  |